# Secretos del alma
Secretos del alma (trad.: Segredos da Alma) é uma telenovela mexicana  produzida por Fides Velasco para a Azteca e exibida entre 20 de outubro de 2008 e 23 de maio de 2009.
Foi protagonizada por Humberto Zurita e Ivonne Montero com antagonização de Gabriela Vergara e Aura Cristina Geithner.

## Elenco
- Ivonne Montero - Diana Cervantes
- Humberto Zurita - Andrés Lascuráin Rivas
- Gabriela Vergara - Denisse Junot
- Aura Cristina Geithner - Laura Kuri
- Rodrigo Abed - Roberto Meráz
- Saby Kamalich - Victoria Rivas Vda. de Lascurain
- Juan Manuel Bernal - Carlos Lascuráin Rivas
- Mónica Dionne - Soledad Kuri
- Fernando Rubio - Olimpo Kuri
- Gabriela Roel - Virginia Cervantes
- Marta Aura - Regina Cervantes
- Pedro Sicard - Santiago Alcázar
- Sandra Destenave - Cecilia Lima de Alcázar / Cecilia Lima de Meráz
- Claudette Mallié - Amalia Durán
- Luis Ernesto Franco - Alejandro "Alex" Lascurain
- Jeannie Derbez - Yolanda Durán
- Sergio Basáñez - Leonardo Satisteban
- María José Magán - Sonia Linares
- Carla Carrillo - Carolina Durán
- Paty Garza - Lucía Cervantes de Lascurain
- Gina Moret - "La Güera"
- Eligio Meléndez - Ascanio
- Guillermo Quintanilla - Horacio Alfaro
- Tamara Guzmán - Tomasa
- Mauricio Bonet - Juan Clemente "Chente"
- Elvira Monsell - "La Malquerida"
- Andrea Martí - Eugenia
- ALberto Guerra - Armando Balbuena
- Jorge Eduardo García - Andrés "Andresito" Lascuraín Kuri
- Thali García - Maribel Alcázar Lima
- Ivanna Reynoso - Elisa Lascuraín
- Julia Urbini - Claudia Victoria Lascurain
- Héctor Kotsifakis - "El Tori"
- Mario Loria - Lino Méndez / Román
- Sebastián Moncayo - Teodoro Cervantes
- Daniel Martínez - Félix Amador
- Lía Ferre - Elena Santisteban
- Regina Murguía - Valentina
- Erick Chapa - Guillermo "Memo"
- María Renée Preudencio - Claudia de Lascurain
- Martín Navarrete - Mauricio Del Rincón
- Arancha - Karla
- Héctor Parra - Adrián Tapia
- Matías Novoa - Efrén
- Jesús Vargas - Toledo
- Alberto Trujillo - Celador